# Johannes Abromeit
Johannes Abromeit (Paszleitschen, 17 de fevereiro de 1857 - Prússia Oriental, 19 de janeiro de 1946) foi um botânico alemão .

## Biografia
Na infância, Abromeit estudou em Gusev, enclave de Kaliningrado, e posteriormente no "Realgymnasium auf der Burg"  de Königsberg. Ao terminar os estudos na universidade  de Königsberg trabalhou como assistente no Instituto Botânico. Ali escreveu e publicou, em 1898, um trabalho sobre a flora da Prússia sob o título  Flora von West- und Ostpreußen.
Em 1912,  foi nomeado professor extraordinário da Universidade. Seu herbário incendiou-se  durante a batalha  de Königsberg, na Segunda Guerra Mundial.

## Monografias
- Ueber die Anatomie des Eichenholzes, (Dissertação inaugural em  Königsberg), Berlim (1884).
- Flora von West- und Ostpreußen, Berlim (1898).
- Schutz der botanischen Naturdenkmäler in Ostpreußen, (1907).
- Otto Wünsche (herausgegeben von Johannes Abromeit): Die Pflanzen Deutschlands: eine Anleitung zu ihrer Kenntnis; 2. Höhere Pflanzen, 9. Auflage Leipzig (1909).

## Artigos
- Berichtigung des Sanio'schen Aufsatzes über die Zahlenverhältnisse der Flora Preussens, in: Schriften der physikalisch-ökonomischen Gesellschaft zu Königsberg 25/1885, Seite 135-139
- Bericht über die botanische Untersuchung des Kreises Ortelsburg, in: Schriften der physikalisch-ökonomischen Gesellschaft zu Königsberg 28/1888, Seite 49-57
- Bericht über die botanische Untersuchung der Gewässer des Kreises Schlochau durch Professor Caspary, nach dessen handschriftlichen Aufzeichnungen, in: Schriften der physikalisch-ökonomischen Gesellschaft zu Königsberg 29/1889, Seite 86-93
- Systematische Zusammenstellung der wichtigeren Funde von neuen Standorten, in: Schriften der physikalisch-ökonomischen Gesellschaft zu Königsberg 31/1891, Seite 18-33
- Systematisches Verzeichnis der im Sommer 1893 gesammelten bemerkenswerten Pflanzen, in: Schriften der physikalisch-ökonomischen Gesellschaft zu Königsberg 35/1895, Seite 54-62
- Bericht über die 38. Jahresversammlung des Preussischen Botanischen Vereins in Sensburg am 7. Oktober 1899, in: Schriften der physikalisch-ökonomischen Gesellschaft zu Königsberg 41/1900, Seite 1-70

Em  1927, Carl Christian Mez (1866-1944) lhe dedicou o gênero Abromeitiella  (atualmente renomeado como Deuterocohnia) da família das Bromeliaceae.